# Mesochorus scaramozzinoi
Mesochorus scaramozzinoi là một loài tò vò trong họ Ichneumonidae.